# Bushveld
Bushveld (iz afrikanščine: bosveld, afrikanščine: bos za 'grm' in afrikanščine veld) je subtropska gozdna ekoregija južne Afrike. Ekoregija se razprostira na Kozorogovem povratniku in predstavlja južni del regije Zambezija. Obsega večji del Limpopa in majhen del severozahodnega dela Južne Afrike, osrednje in severovzhodno okrožje Bocvane ter južni Matabeleland in del severnega Matabelelanda v Zimbabveju. Krugerjev narodni park ima številne kampe 'Bushveld', vendar so ti strogo gledano na nižjem nivoju, saj se ti izrazi včasih uporabljajo zamenljivo. Čeprav so njihove meje nekoliko zabrisane, je lowveld na splošno omejen na bolj vzhodne dele Južne Afrike in Zimbabveja.

## Geografija
Nadmorska višina te regije se giblje od 750 do 1400 m, letna količina padavin pa se giblje od 350 mm na zahodu do 600 mm na severovzhodu. V tej regiji so štiri pomembne gorske verige: Magaliesberg, ki poteka od Rustenburga na zahodu do Bronkhorstspruita na vzhodu in tvori južno mejo Bushvelda; pobočje Zmajevega gorovja (Drakensberg), ki tvori vzhodno mejo Bushvelda in poteka od Tzaneena na severu do Belfasta na jugu; pogorje Waterberg, ki je sredi Bushvelda, in pogorje Soutpansberg severno od Louisa Trichardta. Slednje je najsevernejša gorska veriga v Južni Afriki.

## Rastilstvo in živalstvo
Kot nakazuje ime regije, so travnate ravnice Bushvelda posejane z gostimi skupinami dreves in visokim grmovjem. Trave, ki jih najdemo tukaj, so na splošno visoke in pozimi (od maja do avgusta) postanejo rjave ali blede, kar je suho obdobje v večini južne Afrike. Nemoteni deli tega habitata, kot je velik del biosfere Waterberg, so dom številnim velikim vrstam sesalcev, med njimi beli nosorog, črni nosorog, žirafa, črnorepi gnu, kudu, impala in številnimi dodatnimi vrstami antilop in druge divjadi.

## Geologija
Bushveld je ena izmed najbolj mineralno bogatih regij na svetu. To je posledica magmatskega kompleksa Bushveld, izjemno bogate geološke formacije v obliki krožnika, ki se razteza na več kot 50.000 kvadratnih kilometrih. Ta formacija vsebuje večino svetovnih zalog mineralov, kot so andaluzit, krom, fluorit, platina in vanadij. Kompleks vključuje Merensky Reef, ki je največji svetovni vir platine in kovin iz platinske skupine.

## Kmetovanje
Ker je večina regije po navadi suha, je Bushveld večinoma dežela govedoreje in divjadi, kjer se goji le nekaj poljščin, odpornih na sušo, kot sta sirek in proso, običajno z namakanjem.

## Middleveld
Izraz Middleveld se včasih uporablja za opis ozemlja, ki leži med 600 in 1200 m nadmorske višine in se obravnava kot sinonim za izraz Bushveld.

## Naselja
Naselja v regiji vključujejo:
- Beitbridge
- Bela Bela (prej Warmbaths)
- Bulawayo
- Brits
- De Wildt
- Haenertsburg
- Hammanskraal
- Lephalale]] (prej Ellisras)
- Louis Trichardt
- Modimolle (prej Nylstroom)
- Mokopane (prej Potgietersrus)
- Mookgophong (prej Naboomspruit)
- Musina (prej Messina)
- Northam
- Phalaborwa
- Pienaarsrivier
- Polokwane (prej Pietersburg)
- Roedtan
- Selebi-Phikwe
- Sun City
- Thabazimbi
- Tzaneen]
- Vaalwater
- Vivo
- Zion City Moria
- Rustenburg
- Zvishavane